# Rue Caffarelli (Toulouse)
Pour les articles homonymes, voir Caffarelli, Rue Caffarelli et Esplanade Compans-Caffarelli.
La rue Caffarelli (en occitan : carrièra Caffarelli) est une voie de Toulouse, chef-lieu de la région Occitanie, dans le Midi de la France.

## Situation et accès

### Description
La rue Caffarelli est une voie publique. Elle se trouve dans le quartier de Matabiau.
Elle naît perpendiculairement aux allées Jean-Jaurès, dans l'axe des rues Nicolas-Bachelier et Maury, qui aboutissent au sud à la place Saint-Aubin. Orientée au nord-est, rectiligne et large de 10 mètres, elle est constituée de deux parties : la première, longue de 138 mètres, débouche au sud de la place de Belfort ; la deuxième, longue de 74 mètres, naît au nord de cette même place, et se termine au carrefour de la rue de Stalingrad en s'élargissant au niveau de la place Robert-Schuman, au niveau de la rue de Bayard. Elle est prolongée au nord par la rue de l'Orient et la rue Saint-Orens jusqu'à la rue Roquelaine.
La chaussée compte une seule voie de circulation automobile en sens unique, de la rue de Bayard vers la place de Belfort, puis cette dernière vers les allées Jean-Jaurès. Elle appartient à une zone 30 et la vitesse y est limitée à 30 km/h. Il n'existe ni bande, ni piste cyclable, quoiqu'elle soit à double-sens cyclable.

### Voies rencontrées
La rue Caffarelli rencontre les voies suivantes, dans l'ordre des numéros croissants (« g » indique que la rue se situe à gauche, « d » à droite) :
1. Allées Jean-Jaurès
2. Place de Belfort
3. Place Robert-Schuman (g)
4. Rue de Stalingrad (d)

## Odonymie
La rue est nommée en hommage aux trois frères Caffarelli du Falga, Maximilien (1756-1799), général de la Révolution qui participa à la campagne d'Égypte et mourut à Saint-Jean-d'Acre ; Joseph (1760-1845), officier de marine, qui participa à la guerre d'indépendance des États-Unis puis aux guerres de la Révolution, et fut préfet maritime de Brest ; et François (1766-1849), également général de la Révolution et de l'Empire, aide de camp de Napoléon, pair de France entre 1831 et 1848.
En 1855, dans le cadre de l'aménagement du quartier de la place du Castelet (actuelle place de Belfort) furent tracée de nouvelles voies, dont la rue Caffarelli-prolongée : elle se trouvait en effet dans le prolongement de la première rue Caffarelli (actuelle rue de l'Orient). En 1866, quand celle-ci prit son nom actuel, le nom de Caffarelli fut conservée pour la rue actuelle.

## Patrimoine et lieux d'intérêt

### Immeubles
- no  1 : immeuble (deuxième quart du XIXe siècle)[4].
- no  5 : immeuble (deuxième moitié du XIXe siècle)[5].
- no  9 : immeuble (deuxième moitié du XIXe siècle, Achille Ambialet)[6].
- no  13 : immeuble (deuxième moitié du XIXe siècle)[7].

### Jardin du Castelet
Le jardin du Castelet est aménagé au cœur de l'îlot limité par la rue de Belfort, les allées Jean-Jaurès et la rue Caffarelli, mais n'est accessible que par cette dernière (actuel no 12). Il occupe une superficie de 1 000 m2 environ. Il possède une aire de jeux pour enfants.